# 青表紙本
青表紙本（あおびょうしぼん）は、源氏物語の写本のうち藤原定家が作成したとされるもの、およびそれを写して作成されたとされるものをいう。「青表紙本」という呼び名は、定家が作成した写本の表紙が青かったことに由来する。

## 成立
藤原定家の日記である『明月記』などの記述を元にすると、「藤原定家の家にはかつて「証本」と呼びうる信頼できる「源氏物語」の写本があった。しかしあるときこれを盗まれてしまった。その後自身の怠惰により、そのような状態が長く続いてきたが、あるときしかるべきところから写本を借りてきて家の少女らに命じて写本を作らせ、その後もいろいろなところにある写本と照合した」とある。
定家の整えた源氏物語の本を「青表紙」と呼ぶことは源氏物語の注釈書としては河海抄や源氏六帖抄などで初めて見られるもので、注釈書以外を含めると延慶両卿訴陳状において「青表紙源氏物語一部」とあるのが初出とされる。また「青表紙」が「青表紙本」と呼ばれるようになるのはさらに遅く、近世になってからである。
定家の自筆本の現存は、全54帖のうち「花散里（はなちるさと）」「柏木」「行幸（みゆき）」「早蕨（さわらび）」「若紫」の5帖である。

## 評価
現在ある青表紙本と河内本の本文を比べると、青表紙本の方だと意味が通らない多くの箇所で、河内本では意味が通るようになっていることが多い。これは、河内本が意味の通りにくい本文に積極的に手を加えて意味が通るようにする方針で校訂されたのに対して、青表紙本では意味の通らない本文も可能な限りそのまま残すという方針で校訂されたためであるからだと考えられている。このことは、藤原定家と源光行らが共に当時の本文の状況を「乱れていてどれが正しいのかわからない。」と認識していたにもかかわらず、定家は「疑問を解決することはできなかった。」という意味のことを述べ、源光行は「調べた結果疑問を解決することができた。」という意味のことを述べていることともよく対応していると考えられてきた。そのため河内本と比べると、青表紙本の方が原本により近い本文であると考えられてきた。
ただし、青表紙系の本文が本当に元の本文に手を加えていないかどうかについては、定家による『土佐日記』の写本を調べると、本文を意識的に整えたと見られる部分もあることなどから、再検討の必要が唱えられている。鎌倉時代後期の成立と見られる昭和中期になって発見された資料光源氏物語本事には、青表紙本のそれもおそらくは原本のことであると思われる「京極自筆の本」について、「こと葉もよのつねよりも枝葉をぬきたる本」と「他の本よりも言葉を取り去っている」との批判を加えている。藤原定家により写本の奥に書き付けられた注釈である『奥入』に第一次と第二次があることを考えても、青表紙本の定義である「藤原定家の定めた本文」がそもそも一通りではないとする見方もある。 

### 青表紙本＝別本説
阿部秋生により唱えられたもので、伝承によれば青表紙本とは藤原定家の目の前にあったある写本の一つを忠実に写し取ったものであり、藤原定家の目の前にあったある写本とは別本の一つになるはずであるから、青表紙本とは実は別本の一つにすぎないとして、青表紙本を別本に含めて考える説である。

## 問題点
そもそも青表紙本の成立には不明の点が多く、藤原定家は多くの写本を照合したと考えられるものの、具体的にどのような写本を資料として集めたのかはわかっていない。またその中からどのような基準で本文を選んだのかもわからない。現在残っている藤原定家の自筆本はごく断片的なものであり、できあがった定家の自筆本が1組だけなのかということもわからない（奥入に第一次奥入と第二次奥入の2つがあることなどから、現在では定家自筆本は少なくとも2種類あるとする考えが有力である）。
青表紙本ができた経緯についても、『源氏物語』を極めて重要視した藤原定家の態度を考えると、30年もの間『源氏物語』の写本を全く持っていなかったとするのは極めて不自然であるとする意見もある。そもそも藤原定家は当時の本文の状況を「乱れていてどれが正しいのかわからない。」と認識しており、さまざまな写本を照合したが「本文上の疑問点を解決することはできなかった。」と述べている。このような記述しかない定家の研究成果が青表紙本であり、そのようなものを基準にしてよいのかという根本的な問題が存在する。阿部秋生は、「青表紙本が、河内本や別本よりは、原典の形を遺しているのではないかというのは、研究者が樹てた臆説に過ぎない。」としている。

## 伝流
鎌倉時代には河内本が優勢で、今川了俊などは「青表紙本は絶えてしまった。」と述べていたほどだったが、室町時代半ば頃から藤原定家の流れを汲む三条西家の活動により青表紙本が優勢になり、逆に河内本の方が消えてしまったかのような状況になった。ただし、このとき普及した三条西家系統の青表紙本は、純粋な青表紙本と比べると河内本等からの混入が見られる本文であった。
江戸時代に入ると、版本による『源氏物語』の刊行が始まった。その際、多くは青表紙系統の本文であった。『伝嵯峨本源氏物語』、『絵入源氏物語』、『首書源氏物語』、『源氏物語湖月抄』等の版本も広い意味での青表紙本系統であり、多くの場合三条西家系統の青表紙本系の本文にさらに河内本や別本からの混入が見られるものであった。明治時代に入って活字本が出版されるようになってもこの状況はしばらく続き、与謝野晶子によるものなど、当時の現代語訳もこれらの本文を元に作られていた。
このように普及した青表紙系本文であったが、あまりにも広く普及し過ぎたために、大筋では同じであるものの細かいところが異なるきわめて多くの写本が存在し、そのどれが元の形なのかわからない状況であり、良質の青表紙系の本文を保存した古写本は存在しないといわれてきた。そのため、池田亀鑑は当初河内本系統の写本を元に学術的な校本を作ろうとし、一度は完成間近まで作業は進行した。しかしながら明治末期ころから本格的な古写本の所在の調査とその比較が始まり、大島本など良質な本文を持つとされる古写本がいくつも発見されることにより、青表紙本を元に校本を作成することが可能になった。そしてそれらを基準として『校異源氏物語』や『源氏物語大成校異編』といった学術的な校本が作成された。

## 主な写本
藤原定家自筆本
現在、藤原定家の自筆本と認められるものとして、以下の5帖のみが断片的に現存している。この他に天理大学図書館所蔵本「野分」が定家筆とされているが、定家の筆跡としては疑問が多く、鎌倉末期の書写と見られており、河内本に近い本文を含んでいるとされる。
- 柏木、花散里（尊経閣文庫蔵　前田家本）
- 早蕨（東京国立博物館蔵　保坂本、別本の保坂本とは別のもの）
- 行幸（関戸本）
- 若紫（大河内家本）

明融本
冷泉明融による写本。桐壺、帚木、花宴、若菜上下、柏木、橋姫、浮舟については定家の自筆本を文字の配列に至るまですべてそのまま写したとされていることから、明融臨模本とも呼ばれる。定家の自筆本に次いで尊重されることが多い。その他に花散里もあるが、これは臨模本ではない。東海大学図書館桃園文庫蔵。明融本とされるものにはこの他に、山岸徳平所蔵本44帖があり、表紙の体裁などが同じで両者に重複する巻はないため、元は一揃いであったのではないかとする見方もあるが確証はない。こちらは24帖が明融の書写とされており、ほかに邦高親王、飛鳥井雅康息曾衣、飛鳥井雅栄女、連歌師宗養、大覚寺義俊らが書写者であるとされている。こちらには臨模本と思われる巻は含まれていない。
大島本
大部分が飛鳥井雅康による筆写と伝えられる写本。ほぼ全巻揃った青表紙本系の写本の中では最も良質のものとされており、「源氏物語大成」を初めとする多くの校本の底本に採用されている。
池田本
池田亀鑑の所蔵であったことから「池田本」と呼ばれる。桐壷と夢浮橋が源氏物語大成に底本として採用されている。花散里と柏木の二帖が欠けており、帚木と空蝉、蓬生と関屋、常夏と篝火がそれぞれ合冊されているため52巻49冊である。そのうち45帖が鎌倉時代の書写とされ、書写者として二条為氏、二条家為明、藤原行能らの名前が挙げられている。本文は明融本や大島本に近い本文を持ち池田亀鑑は「大島本に次ぐ（良質の本文である）」としているが、東屋と手習は別本とされる。戦時中行方不明になったが現在は天理大学天理図書館蔵。
三条西家本
室町時代に入ってから三条西実隆が「証本」を元に作ったとされる写本。宮内庁書陵部蔵（三条西家旧蔵）。三条西実隆による写本には他に日本大学所蔵本もある。絵入源氏物語、湖月抄などの江戸時代の版本はこの写本の系統の本文に近く、源氏物語の解釈などには大きな影響力を持ったが、本文自体は定家の自筆本などとは異なる点も多いもので、純粋な青表紙系の本文ではなく、河内本や別本の影響を受けたものである。山岸徳平の校訂による（旧）岩波日本古典文学大系「源氏物語」（1958年（昭和33年）-1963年（昭和38年））の底本になった。
肖柏本
榊原家本
横山本
大正大学本
蓬左文庫蔵天文2年奥書本
東久邇宮家旧蔵本
吉川本
中院文庫本
早稲田大学本